# Ґалково
Ґалково (пол. Gałkowo, нім. Galkowen) — село в Польщі, у гміні Руцяне-Нида Піського повіту Вармінсько-Мазурського воєводства.
Населення — 157 осіб (2011).
У 1975-1998 роках село належало до Сувальського воєводства.

## Демографія
Демографічна структура станом на 31 березня 2011 року:
|          | Загалом | Допрацездатний вік | Працездатний вік | Постпрацездатний вік |
| -------- | ------- | ------------------ | ---------------- | -------------------- |
| Чоловіки | 77      | 16                 | 52               | 9                    |
| Жінки    | 80      | 13                 | 45               | 22                   |
| Разом    | 157     | 29                 | 97               | 31                   |